# Harald Endre Thingnes

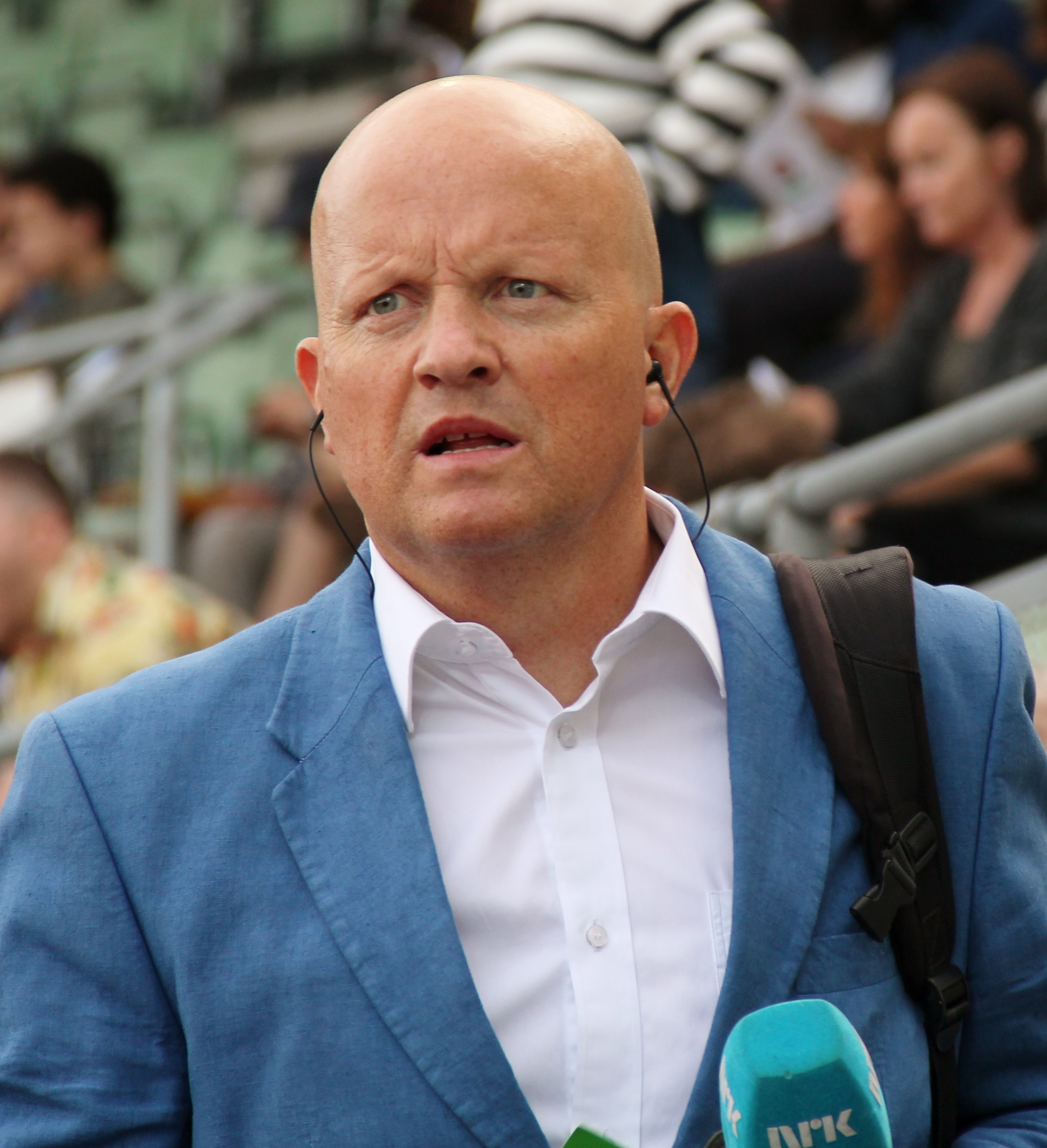
Thingnes (2017)

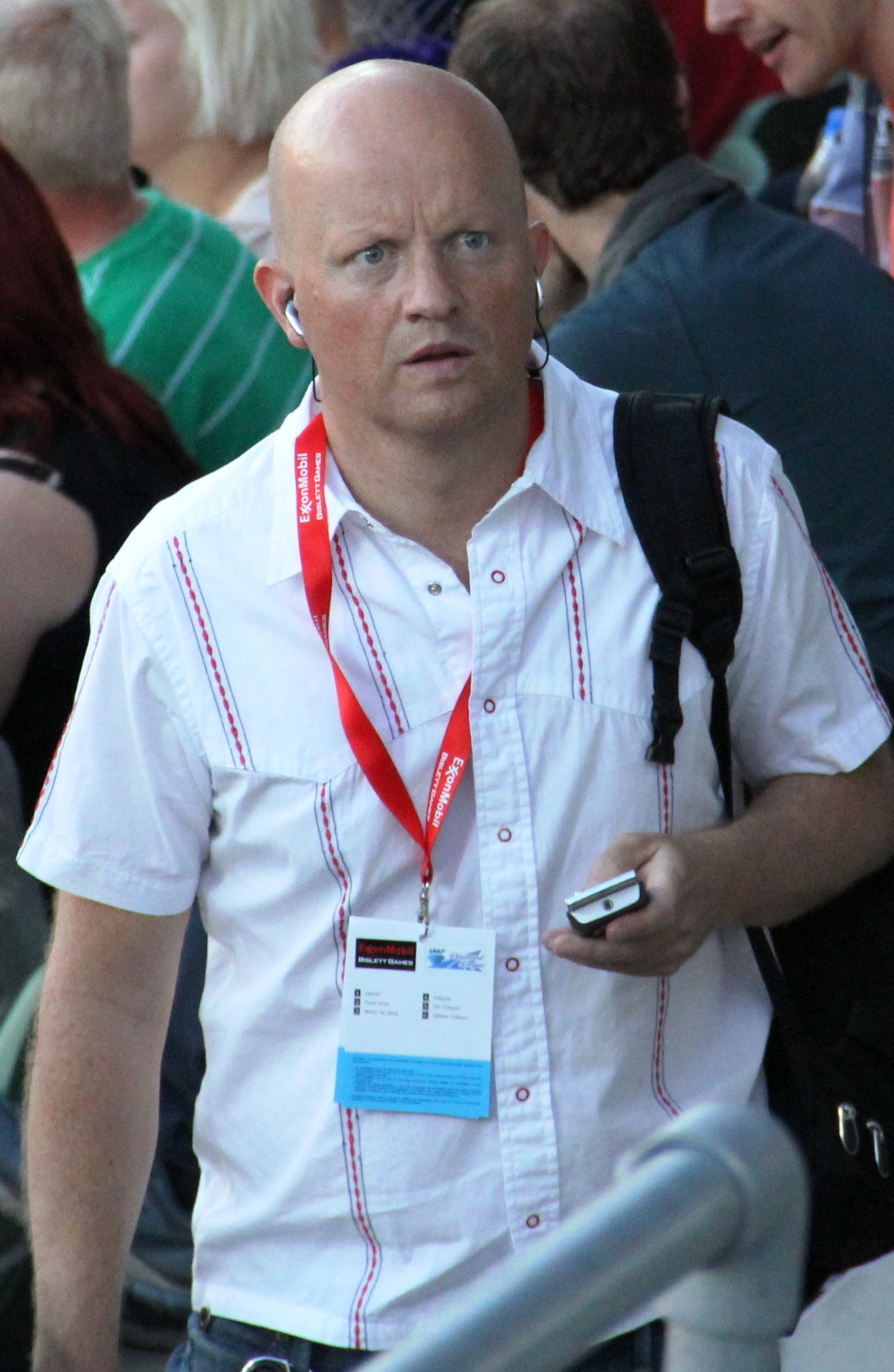
Harald Endre Thingnes bei den Bislett Games 2010

Harald Endre Thingnes (* 16. Februar 1969 in Sunnfjord) ist ein norwegischer Journalist, Sportkommentator und Fernsehmoderator.

## Leben
Thingnes wuchs in Vevring in der Gemeinde Naustdal auf. Er ist beim Norsk rikskringkasting (NRK) angestellt und berichtete unter anderem von den Olympischen Winterspielen 2010 in Vancouver und der Nordischen Skiweltmeisterschaft 2011 in Oslo. Darüber hinaus ist er unter anderem auch regelmäßig beim Leichtathletik-Meeting Bislett Games vor Ort und hat mit Nummer 1 eine eigene Unterhaltungssendung in den Fernsehsendern NRK1 und NRK2. Am 28. April 2011 wurde Thingnes vom auf Nynorsk-Publikationen spezialisierten Verlagshaus Det Norske Samlaget mit dem Alf Helleviks Mediemålspris ausgezeichnet. Damit wollte die Jury sein Engagement um diese offizielle Standardvariante der Norwegischen Sprache würdigen, die nur von einer Minderheit bevorzugt wird und deren Verwendung im journalistischen Tätigkeitsfeld selten geworden ist. 2018 wurde er mit dem Kulturdepartementet sin nynorskpris for journalistar des Kulturministeriums ausgezeichnet.
Über seine Schwester Aslaug Hildegunn Thingnes Bø ist er der Onkel der beiden Biathleten Johannes Thingnes Bø und Tarjei Bø, dessen Patenonkel er auch ist. Er lebt im Osloer Bezirk Risløkka.

## Werke
- Den første skituren : slik starta eventyret for dei norske skistjernene, Oslo, Samlaget, 2015, ISBN 978-82-521-8786-1